# Nicolai Müller
Nicolai Müller (Lohr am Main, 1987. szeptember 25. –) válogatott német labdarúgó, középpályás, edző.

## Pályafutása

### A válogatottban
2013-ban két alkalommal szerepelt a német válogatottban.